# Il y a des pieds au plafond
Il y a des pieds au plafond est un film français muet réalisé par Abel Gance, réalisé en 1912. Il s'agit d'une parodie de film policier.

## Fiche technique
- Titre : Il y a des pieds au plafond
- Titre italien : Ci son dei piedi sul soffitto
- Réalisation : Abel Gance
- Scénario : Abel Gance
- Pays d'origine :  France
- Sociétés de production : Le Film français
- Format : Muet - Noir et blanc - 1,33:1 - 35 mm
- Durée : inconnue
- Date de sortie : 1912

## Distribution
- Mathilde Thizeau
- Jean Toulout